# Reprezentacja Cypru w futsalu mężczyzn
Reprezentacja Cypru w futsalu – zespół futsalowy, biorący udział w imieniu Cypru w meczach i sportowych imprezach międzynarodowych, powoływany przez selekcjonera, w którym mogą występować wyłącznie zawodnicy posiadający obywatelstwo cypryjskie. Za jego funkcjonowanie odpowiedzialny jest Kipriaki Omospondia Podosferu. Reprezentacja Cypru nigdy nie zakwalifikowała się na mistrzostwa świata, ani na mistrzostwa Europy.